# 牧野町 (名古屋市)
牧野町（まきのちょう）は、愛知県名古屋市中村区の町名。2・3丁目が現存する。郵便番号は453-0871。人口は0人（2015年（平成27年）10月1日現在）。

## 地理
名古屋市中村区東部に位置し、西は太閤、南は平池町に接する。
現存する町域はJR関西本線・近鉄名古屋線および名古屋臨海高速鉄道あおなみ線の鉄道敷地部分のみとなっており、住宅はない。

## 歴史

### 町名の由来
『尾張国地名考』においては、「馬飼の約るなり」としている。

### 沿革
- 1889年（明治22年）10月1日 - 愛知郡笈瀬村大字牧野となる[4]。
- 1904年（明治37年）12月20日 - 町制施行・改称に伴い、愛知郡愛知町大字牧野となる[4]。
- 1921年（大正10年）8月22日 - 名古屋市中区に編入され、同区牧野町となる[4]。
- 1934年（昭和9年）6月1日 - 一部が西区に編入され、西区牧野町が成立[4]。
- 1937年（昭和12年）10月1日 - 行政区再編に伴い、中区・西区牧野町が統合され中村区所属となる。旧中区牧野町の一部を西区へ編入[4]。
- 1938年（昭和13年）6月1日 - 中村区牧野町の一部を太閤通へ編入[4]。
- 1940年（昭和15年）5月18日 - 中村区牧野町の一部を太閤通・則武町へ編入。一部が竹橋町となる[4]。
- 1944年（昭和19年）2月11日 - 西区牧野町を中村区へ統合[4]。
- 1974年（昭和49年）8月11日 - 一部を鷹羽町へ編入[4]。
- 1977年（昭和52年）10月23日 - 一部が名駅一丁目となる[4]。
- 1981年（昭和56年）6月7日 - 鉄道敷地部分以外が太閤一・三～五丁目、名駅南一丁目となる[4]。

## 施設
- 近鉄 米野車庫
- JR東海 名古屋信号通信区